# Bernardin de Sienne
Pour les articles homonymes, voir Bernardin.
Bernardin de Sienne, né en 1380 à Massa Marittima en Toscane (Italie) et mort le 20 mai 1444 à  L'Aquila (Italie), est un frère franciscain observant et prédicateur de renom. Il propage la dévotion au saint nom de Jésus et fut surnommé « l'apôtre de l'Italie » pour ses efforts en faveur du retour de la foi catholique dans son pays au XVe siècle. Canonisé en 1450 par Nicolas V, il est liturgiquement commémoré le 20 mai.

## Biographie

### Jeunesse
Bernardin naît le 8 septembre 1380 à Massa Maritima en Toscane (Italie) d'une illustre famille de Sienne, les Albizeschi. Il perd sa mère à l'âge de trois ans, et son père à l'âge de six ans, et il est accueilli dans la maison de sa tante Diana. Il commence ses études à Massa, puis se rend à Sienne en 1391, dans la maison de son oncle, qui, sans enfant, l'élève comme son fils. Il suit pendant deux ans les cours du maître Martino di Ferro, notaire de Casole, puis des maîtres Onofrio di Loro et Jean de Spolète, avec lesquels il apprend les arts libéraux.
En 1397, après avoir suivi les cours de l'université de droit canon pendant trois ans, Bernardin rejoint la Confraternité de Notre-Dame, attachée à l'hôpital Santa Maria della Scala. Trois ans plus tard, une épidémie de peste frappe la ville de Sienne. Bernardin se consacre au service des malades, et, assisté de dix compagnons, prend l'entière charge de l'hôpital. Malgré son jeune âge, il est à la hauteur de la tâche, mais cet engagement héroïque et constant rend sa santé fragile et il ne s'en remettra jamais complètement. Abandonnant son patrimoine à la charité, Bernardin prend l'habit des frères mineurs de saint François de Sienne, le 8 septembre 1402. Il rejoint peu de temps après le monastère de l'étroite observance de Colombaio sull'Amiata, à l'extérieur de la ville, là où se trouve actuellement la basilique de l'Observance.

### Prédication en Italie

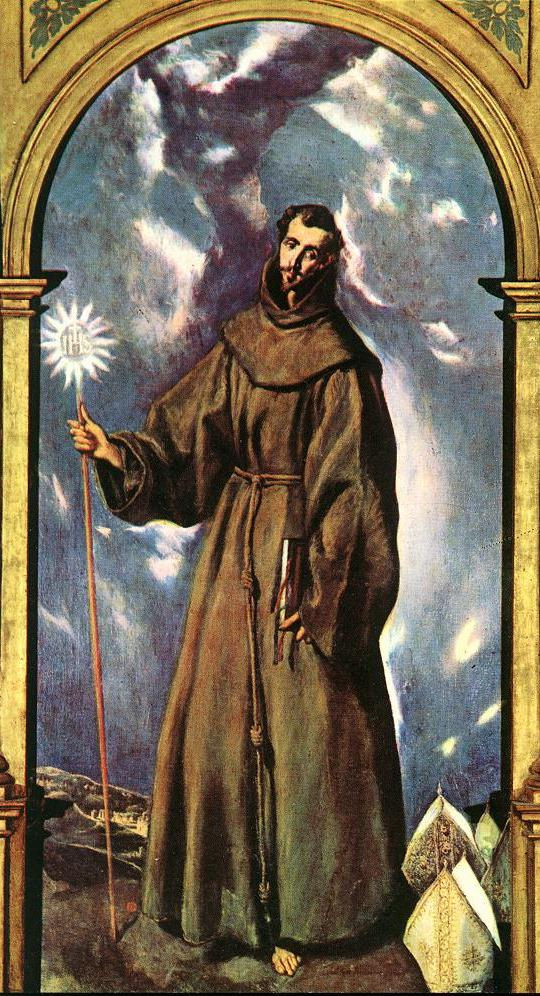
Bernardin de Sienne par Le Greco.

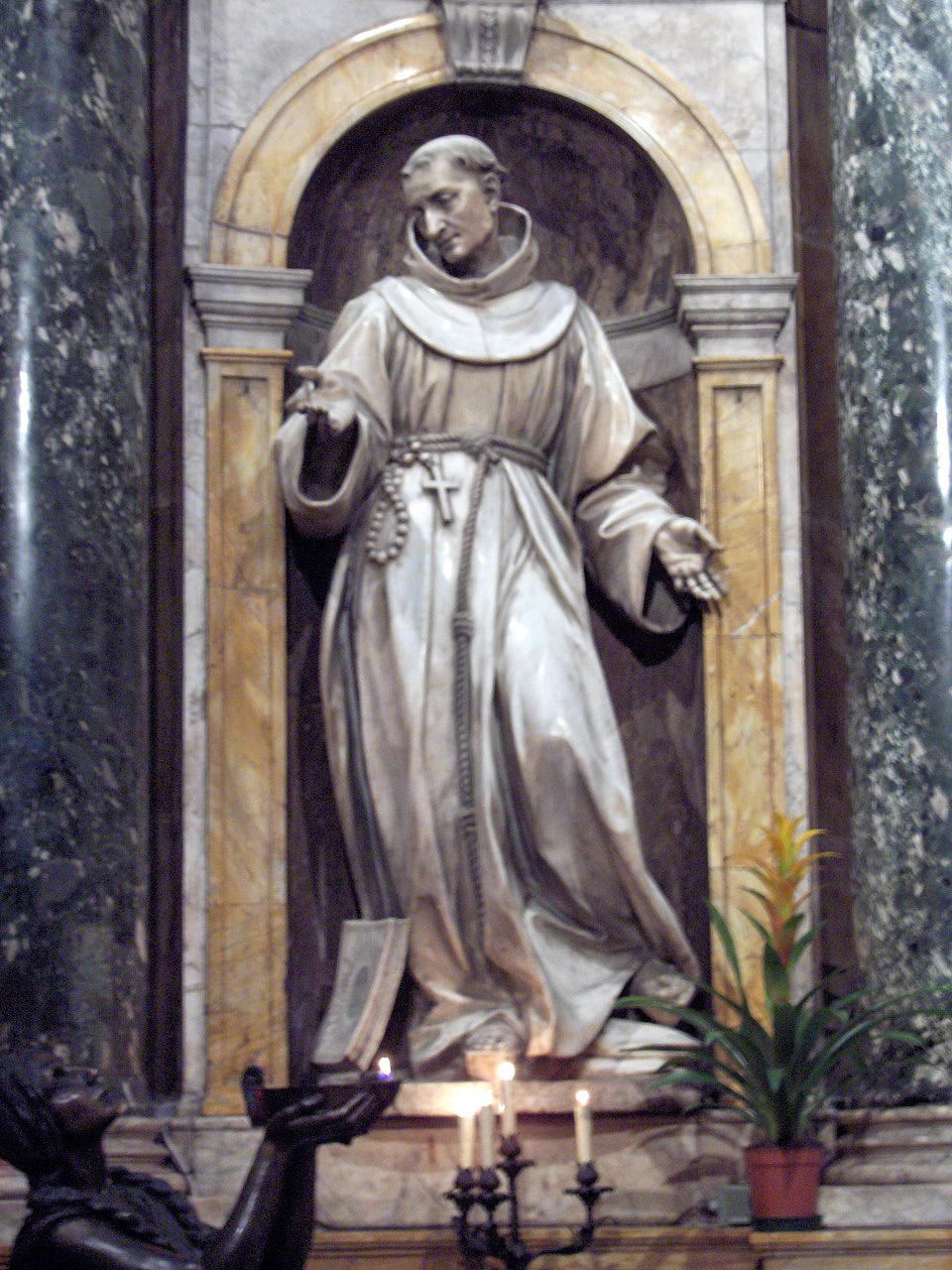
Statue de Bernardin de Sienne par Antonio Raggi. Cathédrale de Sienne.

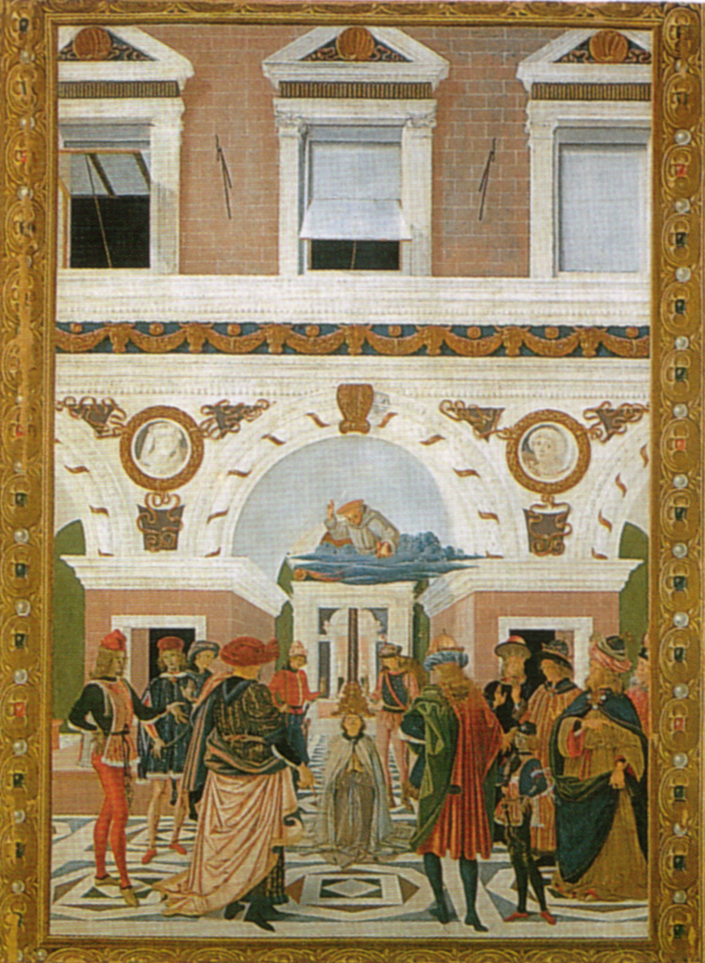
Saint Bernardin guérissant une fillette, Le Pérugin.

Bernardin fait sa profession religieuse le 8 septembre 1403, puis est ordonné prêtre l'année suivante. Il étudie non seulement les pères de l'Église, mais également les œuvres d'auteurs franciscains « interdits », comme Jacopone da Todi, Ubertin de Casale et Pierre de Jean Olivi. Bernardin gagne la confiance et l'estime de ses supérieurs et commence à prêcher, à vingt-cinq ans, à Seggiano, près du couvent, puis dans le voisinage immédiat de Sienne. Il prend en quelque sorte la relève du dominicain Vincent Ferrier comme prédicateur populaire, et reprend la tâche d'évangéliser le peuple italien. S'ensuit une période de prédication à Pavie en 1410, après le sac de la ville par le condottiere Facino Cane. À Sienne, en 1411, Bernardin tombe malade de la peste. Il affronte la maladie avec une fermeté sereine et avec une conscience claire de la pureté de sa vie. Puis il médite intensément pendant trois années, interrompues par une courte prédication à Padoue en 1413.
En 1416, il prêche de nouveau à Padoue, puis à Mantoue, sans beaucoup de succès. Après un séjour à Fiesole, il retourne en Lombardie, à Ferrare, pendant la peste de 1417, puis se rend à Gênes pour la prédication de l'Avent. C'est le début d'une série ininterrompue de sermons qui le conduisent en Ligurie, dans le Piémont, en Lombardie, notamment à Mantoue en mai 1418 pour le chapitre général des Frères, puis à Milan. En 1419, il se rend à Côme et dans le Tessin. Le 16 mai 1421, le duc de Milan Philippe Marie Visconti lui remet pour l'Observance la chapelle ducale de Saint-Jacques de Pavie, puis l'église S. Angelo de Milan. C'est la pleine reconnaissance du succès de Bernardin comme prédicateur.
L'influence du frère Bernardin grandit et il obtient une amélioration des mœurs turbulentes et luxurieuses des villes italiennes. Amené à prêcher sur les places de marchés, son audience atteint parfois les trente mille auditeurs. D'après un biographe florentin, Bernardin « nettoya l'Italie de tous les péchés dont elle foisonnait. » Dans plusieurs villes, les réformes provoquées par le saint sont nommés les Riformazioni di frate Bernardino. Le succès de Bernardin pour promouvoir la moralité et régénérer la société est remarquable. Il prêche avec une entière liberté apostolique, censurant ouvertement Visconti, le duc de Milan, et réprimandant avec courage le mal dans les hauts lieux. Dans chaque ville, Bernardin dénonce le vice régnant avec une telle efficacité que des bûchers des « vanités » accompagnent fréquemment sa prédication. Dans ces bûchers, le peuple jette miroirs, parfums, perruques, jeux de cartes, dés, jeux d'échecs, et toutes sortes de frivolités. Bernardin invite ses auditeurs à s'abstenir du blasphème, des conversations indécentes, des jeux de hasard, et à observer les jours de fête. L'usure est un des principaux objets de ses attaques, et il est le principal instigateur de l'établissement de sociétés de prêts sur gages, aussi connues sous le nom de mont-de-piété.
Mais le mot d'ordre de Bernardin, comme saint François d'Assise avant lui, est « la paix. » À pied, il traverse l'Italie de long en large pour le rétablissement de la paix. Et son éloquence s'attache avec efficacité à concilier la haine mutuelle entre les guelfes et les gibelins. Il persuade les cités italiennes de décrocher les armoiries des factions des murs des églises et des palais, et d'inscrire à la place les initiales I-H-S. L'origine de ce monogramme tire son origine de la lecture par Bernardin des ouvrages de Gilbert de Tournai et Ubertin de Casale. Son utilisation donne une nouvelle impulsion et une forme tangible à la dévotion du nom du Christ, qui est un de ses sujets favoris, et un puissant moyen de raviver la ferveur populaire. Il avait l'habitude de porter un panneau devant lui pendant ses sermons, portant le monogramme du Christ 'IHS' peint en lettres gothiques dorées entouré par les rayons du soleil, puis de l'exposer à la vénération. Il introduit cette coutume à Volterra en 1424. À Bologne, Bernardin persuade un peintre, ruiné par ses sermons contre le jeu, de gagner sa vie en dessinant des tablettes, et le désir de posséder de telles tablettes est tel que l'homme fait rapidement fortune.

### Convocation à Rome

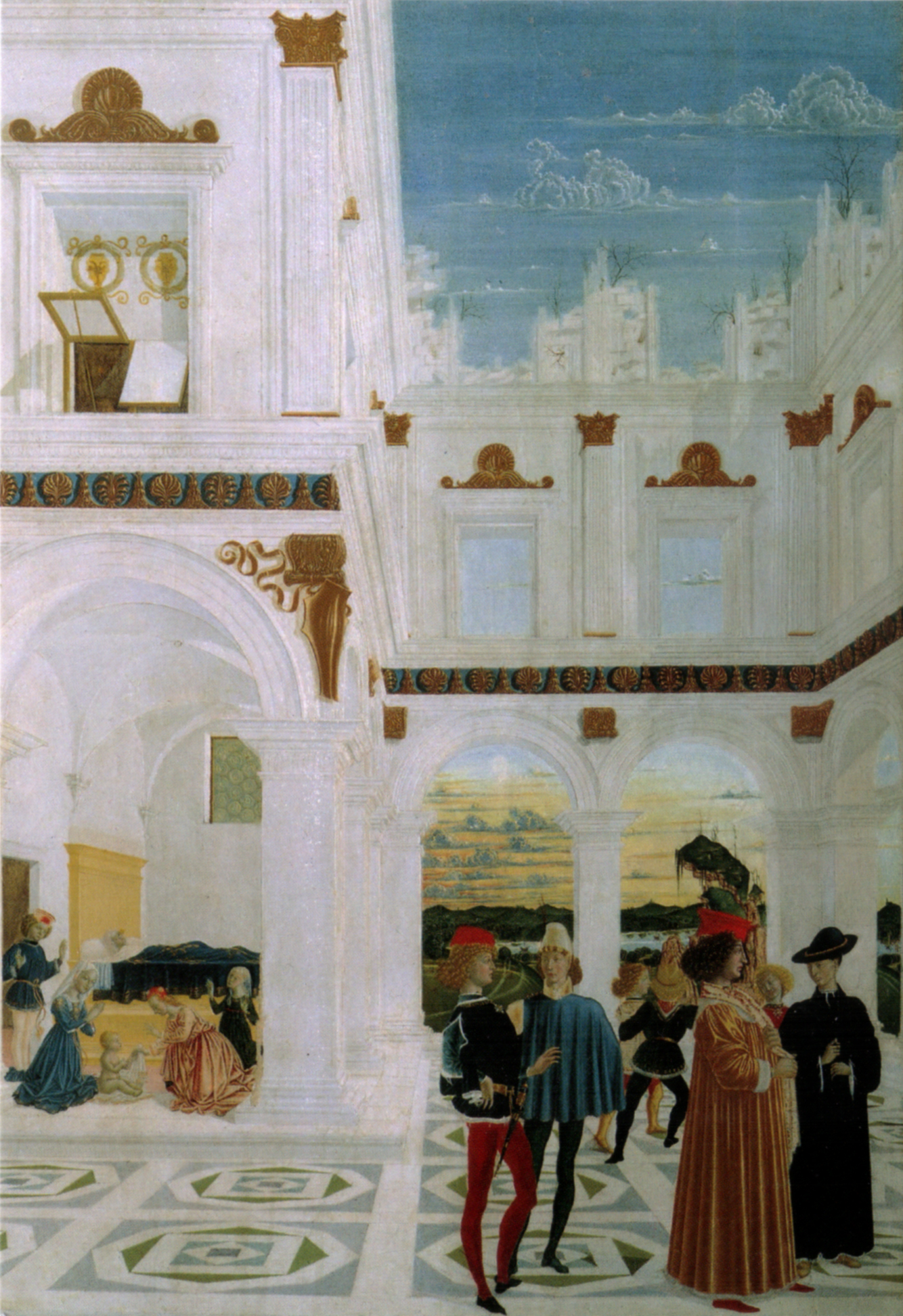
Le Miracle de l'enfant mort-né,
Le Pérugin.

En dépit de sa popularité, Bernardin doit supporter l'opposition et la persécution. Il est accusé d'hérésie par le dominicain Manfred de Vercelli, dont Bernardin avait combattu la fausse prédication sur l'Antéchrist. Le saint est accusé d'introduire une nouvelle dévotion de caractère profane exposant le peuple au danger de l'idolâtrie. Il est convoqué à Rome devant le pape Martin V en 1427. Ce dernier le reçoit froidement et lui ordonne de ne plus prêcher avant que son cas ne soit examiné. Son procès a lieu le 8 juin, et Jean de Capistran est chargé de sa défense. La malveillance et la futilité de ces charges contre Bernardin sont entièrement démontrées, et le pape, non content de recommander et de justifier son enseignement, l'invite également à prêcher à Rome. Le pape approuve ensuite l'élection de Bernardin à l'évêché de Sienne. Le saint décline cependant cet honneur, ainsi que les évêchés de Ferrare et Urbino, qui lui seront donnés respectivement en 1431 et 1435, en déclarant joyeusement que l'Italie est déjà son diocèse. Après l'élection du pape Eugène IV, les adversaires de Bernardin renouvellent leurs attaques, mais une bulle pontificale réduit ses calomniateurs au silence en 1432.

### Dernière prédication
En 1433, Bernardin accompagne l'empereur Sigismond de Luxembourg à Rome pour son couronnement. Il se retire peu après à Capriola pour composer une série de sermons. Il reprend sa prédication en 1436, mais doit l'abandonner deux ans plus tard, à la suite de son élection au vicariat général des observants en Italie. En 1442, Bernardin persuade le pape d'accepter sa résignation du vicariat général afin de se donner entièrement à la prédication. En 1444, malgré son mauvais état de santé, Bernardin décide d'évangéliser le royaume de Naples. Trop faible pour marcher, il est obligé de se déplacer sur un âne. Après avoir traversé l'Ombrie, il est pris par la fièvre et forcé de s'arrêter à L'Aquila dans les Abruzzes. Il meurt la veille de l'Ascension, le 20 mai 1444.
Les notables locaux refusent de laisser emporter le corps de Bernardin vers Sienne, et après des funérailles d'une splendeur sans précédent, son corps est enterré à l'église des conventuels de L'Aquila. Les miracles se multiplient à la mort du saint : la tradition populaire lui attribue plus de deux mille guérisons miraculeuses. Il est canonisé le 24 mai 1450 par le pape Nicolas V, soit six ans après sa mort. Le 14 mai 1472, le corps de Bernardin est solennellement transféré dans la nouvelle église des Observants à L'Aquila - aujourd’hui 'Basilique saint-Bernardin - construite spécialement pour le recevoir, et ses restes humains sont préservés dans une châsse d'argent doré offerte par le roi Louis XI de France.

## Œuvre littéraire

Sancti Bernardini Senensis Opera omnia, 1745.

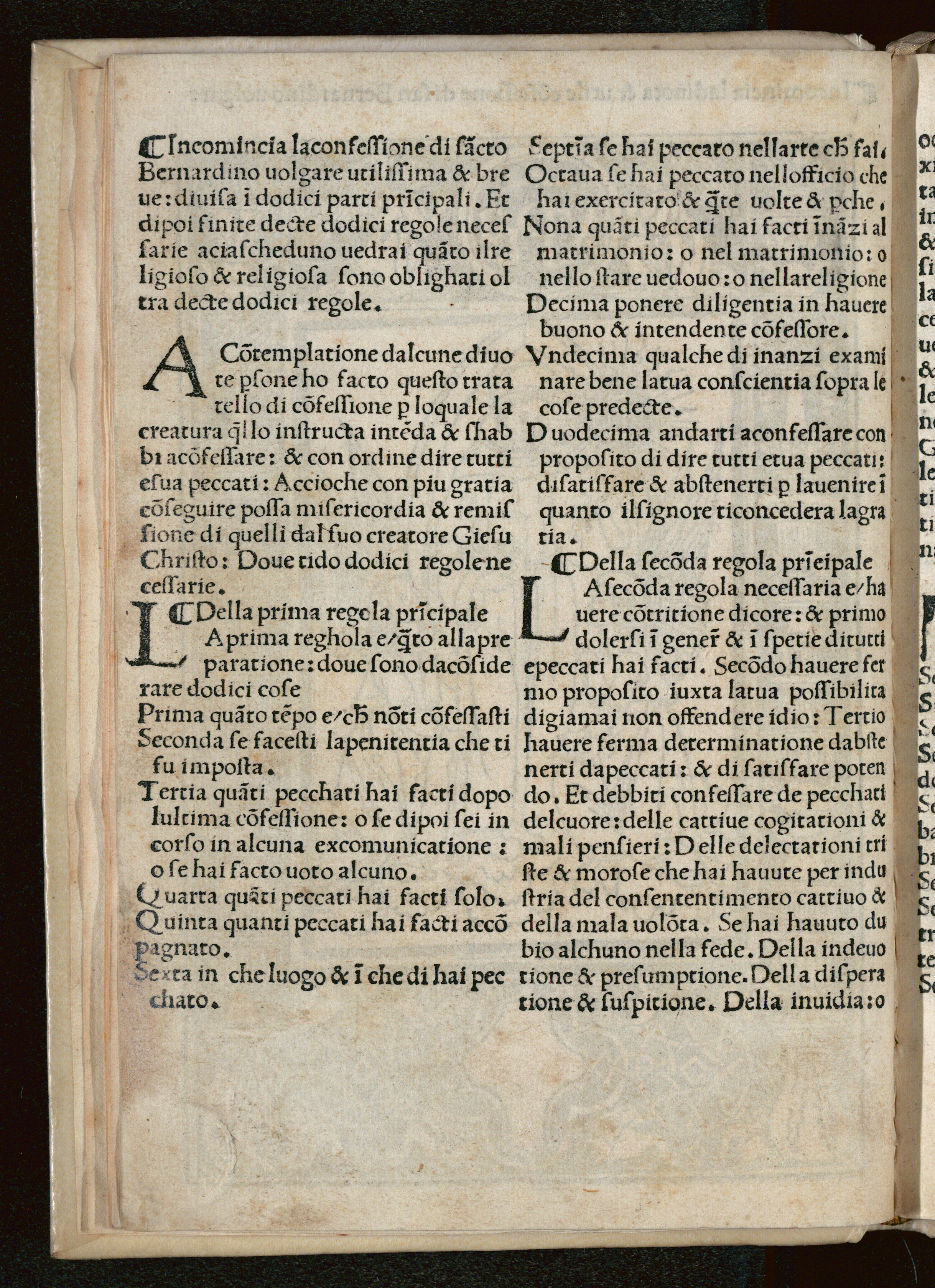
Della confessione regole 12., 1494.

Bernardin est considéré comme un grand prédicateur italien du XVe siècle, et le restaurateur de l'ordre franciscain. Il est l'un des saints italiens les plus populaires, et tout particulièrement à Sienne. Ses sermons, notamment les sermons en langue vernaculaire, sont riches en illustrations, en anecdotes, en digressions et en apartés. Le saint a souvent recours à l'imitation et aux plaisanteries. Mais sa gaieté naturelle et sa joie de vivre typiquement franciscaine n'enlèvent rien à l'efficacité de ses sermons. Ses exhortations au peuple pour écarter la colère de Dieu par la pénitence, et ses appels à la paix et la charité conservent toute leur puissance et leur pathétique. Il laisse également plusieurs sermons en latin, sous la forme de dissertations, des essais, des lettres et un commentaire sur l'Apocalypse.
Bernardin est aussi le premier depuis Pierre de Jean Olivi à dédier une œuvre entière à l'économie. Son Tractatus de contractibus et usuris (Traité sur les contrats et sur l'usure) est consacré à la justification de la propriété privée, à l'éthique du commerce, à la détermination de la valeur et des prix, et à la question de l'usure. Sa plus grande contribution à l'économie est la discussion et la défense de la figure de l'entrepreneur. Il souligne que le commerce, comme les autres occupations, peut être pratiqué légalement ou illégalement, car toute profession fournit des occasions de pécher. De plus, les marchands assurent d'utiles services : transporter des marchandises d'une région riche à une région pauvre, préserver et entreposer des biens afin qu'ils soient disponibles pour le consommateur, et, comme artisans et comme entrepreneurs industriels, transformer des produits bruts en produits manufacturés.

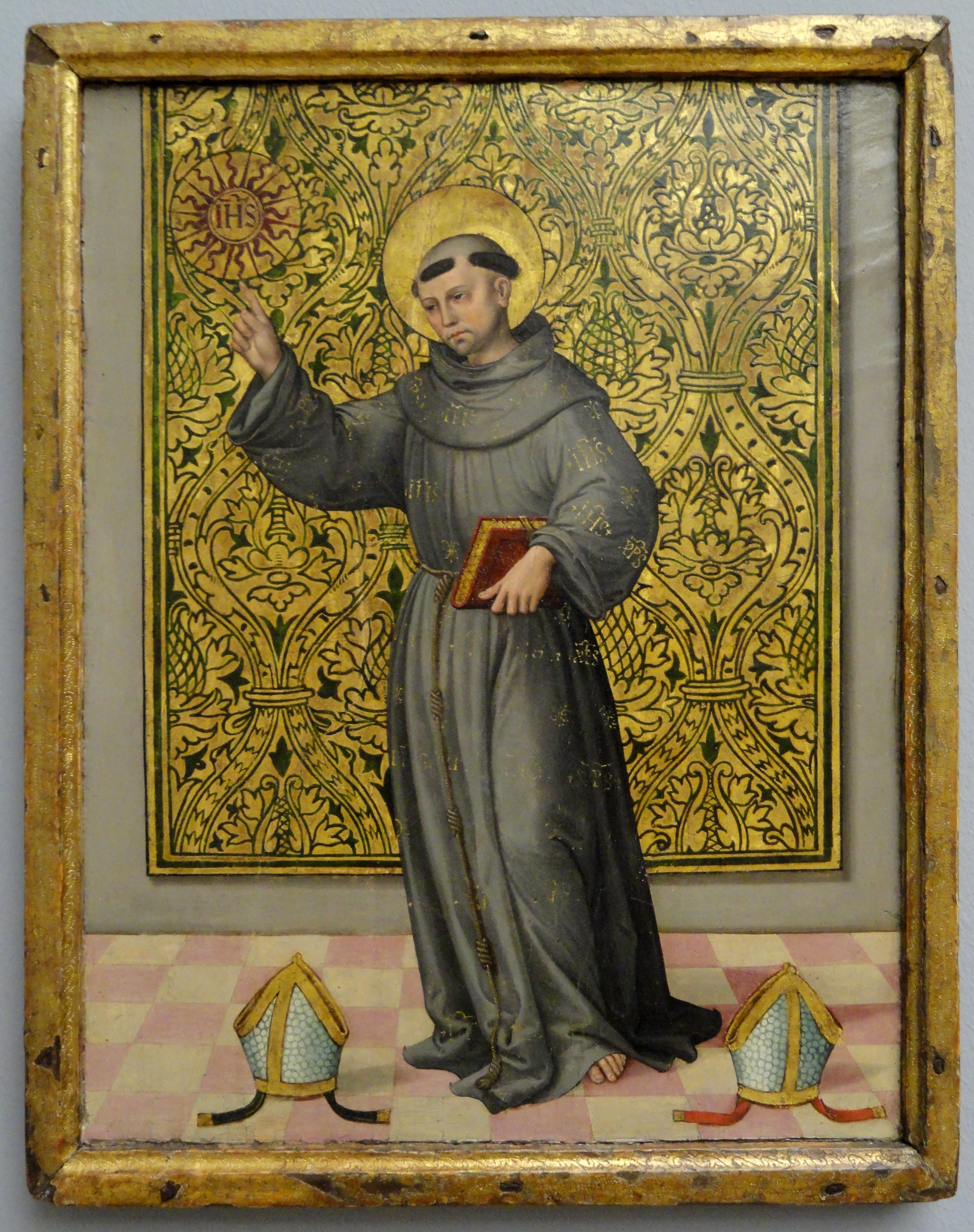
Bernardin, tenant le monogramme, les mitres à terre.

Bernardin observe également que l'entrepreneur est doté par Dieu d'une certaine combinaison de qualités qui lui permettent de réaliser ces actions utiles. Il identifie une combinaison rare des quatre qualités de l'entrepreneur : l'efficacité, la responsabilité, le travail, et la prise de risque. Très peu de personnes sont capables de posséder toutes ces vertus. Pour cette raison, Bernardin estime que l'entrepreneur gagne dûment les bénéfices qui lui permettent de rester dans les affaires et de compenser ses difficultés. Ces bénéfices sont un retour légitime à l'entrepreneur de son travail, de ses dépenses, et des risques qu'il entreprend.
En raison de la rivalité entre les franciscains immaculistes et les dominicains maculistes, Bernardin fut accusé par les seconds de dérives doctrinales, car ceux-ci, jaloux de ses succès publics, souhaitaient son élimination. Les accusations furent portées devant le Pape Martin V, Eugène IV et le Concile de Bâle, mais il fut acquitté dans tous ces procès.
Il est connu pour avoir prêché contre les Juifs, les homosexuels, les « sorcières » et les « hérétiques ». Certains de ces accusés périrent sur le bûcher. Il fut l'ami et le maître de Jean de Capistran (surnommé le « Fléau des Hébreux ») et de Jacques de la Marche.

## Iconographie

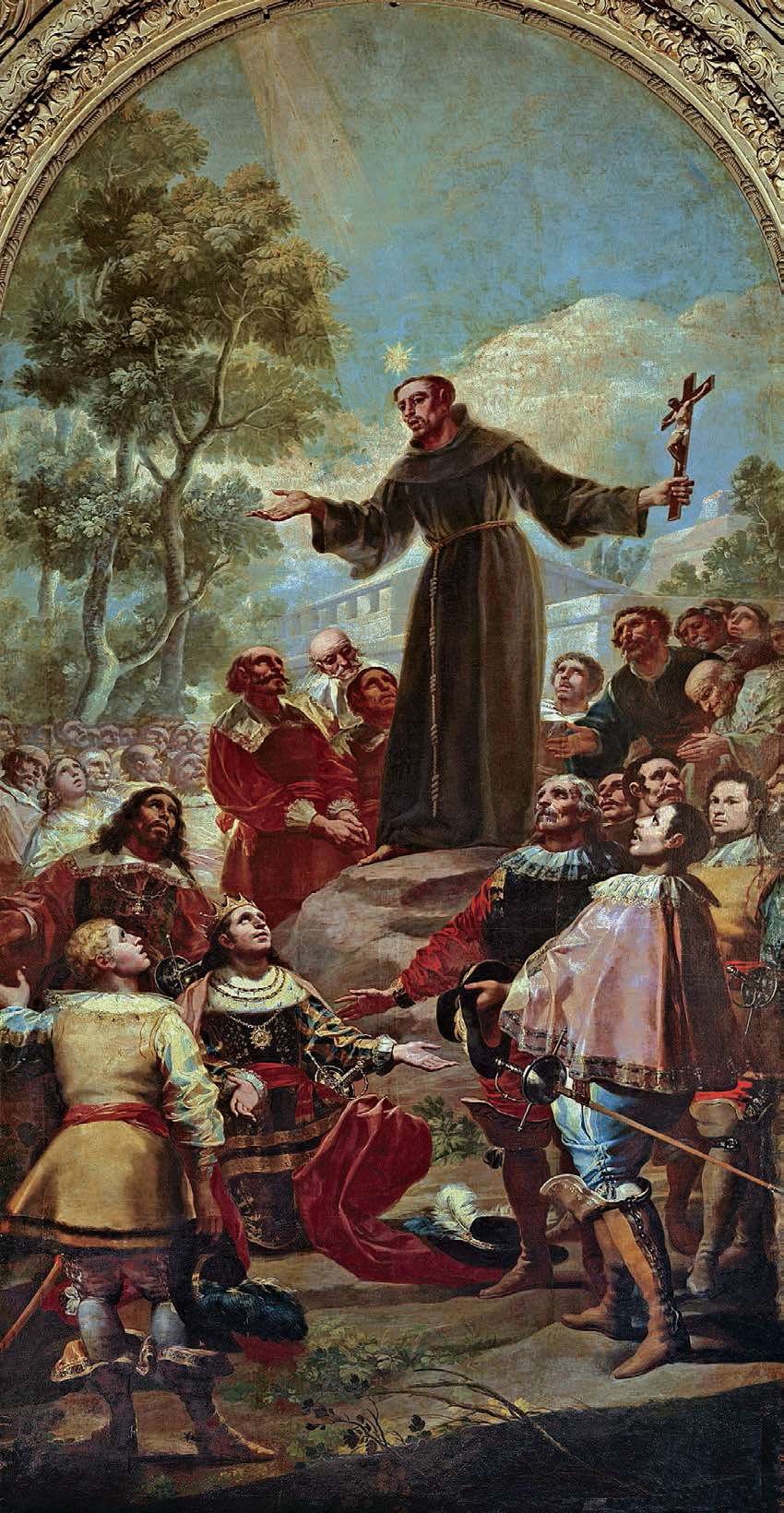
Bernardin par Francisco de Goya.

Il est représenté avec ses attributs de sainteté : portant ou présentant le monogramme du Christ I-H-S peint sur un disque, les trois mitres au sol, et surtout son profil caractéristique permettant seul de le reconnaître sur de nombreux portraits des Trecento, Quattrocento et Cinquecento.
Différents peintres ont rapporté les épisodes de sa vie :
- Sano di Pietro : Miracle de Donna Perna guérie par saint Bernardin (14??)
- Le Pérugin : Les Miracles de saint Bernardin dont Saint Bernardin guérissant une fillette
- Pinturicchio : Mort de saint Bernardin, Glorification de saint Bernardin, Chapelle Bufalini, Basilique Santa Maria in Aracoeli, Rome
- Giovanni Martino Spanzotti : cycle pictural du monastère de San-Bernardino, Ivrée
- Francisco de Goya : Saint Bernardin de Sienne prêchant devant Alphonse V d'Aragon
- La Prédication de saint Bernardin est le sujet de plusieurs tableaux.

## Hommage

Sancti Bernardini Senensis Opera omnia, 1745.

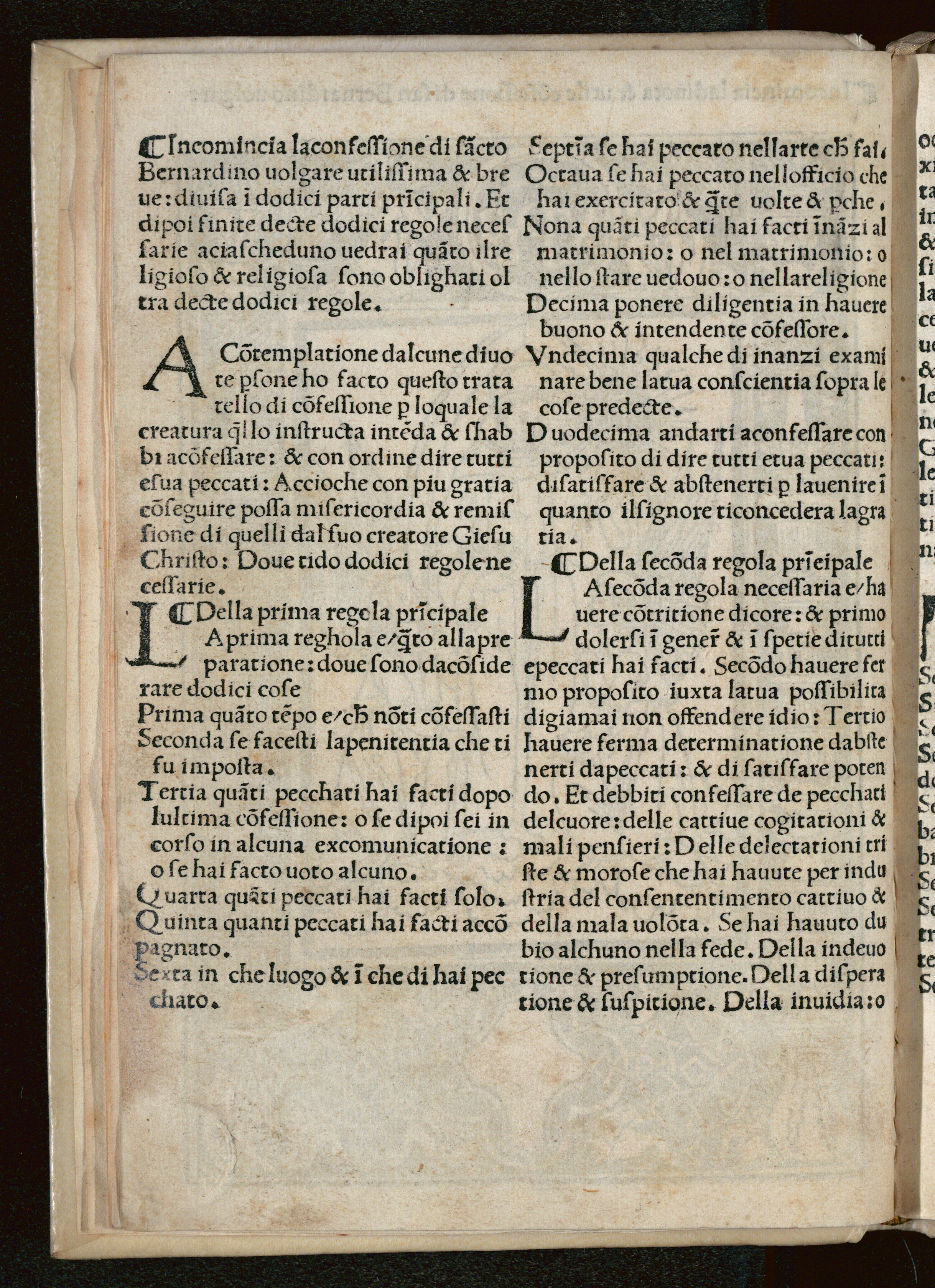
Della confessione regole 12., 1494.

La mémoire de Bernardin de Sienne est perpétuée au col du San Bernadino (ou col de Saint-Bernardin), lieu de passage important dans les Alpes suisses.